# 묘법연화경 (충청북도 유형문화재 제246-2호)
묘법연화경 권2ㆍ4ㆍ5ㆍ6(妙法蓮華經 卷二・四・五・六)은 충청북도 청주시 청원구, 청주대학교박물관에 있는 고려시대의 불경이다. 2008년 4월 11일 충청북도의 유형문화재 제2호로 지정되었다.

## 개요
이 ｢묘법연화경｣은 고려 충렬왕 14(1288)년경에 간행된 목판본으로 추정되는 불경이다. 묘법연화경은 삼승(성문･연각･보살)의 각기 다른 것을 깨닫게 하여 일불승으로 합일시킴을 주안으로 하는 가장 대표적인 대승경전으로 흔히 ‘법화경’이라 부른다. 한국 천태종의 근본경전이며, 부처가 되는 길이 누구에게나 열려 있다는 것을 기본사상으로 하고 있다. ｢화엄경｣과 함께 한국 불교사상의 확립에 크게 영향을 끼쳤으며, 한국에서 유통된 불교경전 가운데 가장 많이 간행된 경전이다.
이 판본은 구마라습(鳩摩羅什)의 번역본에 의거하여 ｢법화경｣의 대의를 조리 있게 이해할 수 있도록 한 본문과 본문에 연결 지은 소자본을 입수하여 충렬왕 14 (1288) 년경에 판각한 것의 일부인 듯하다.
본서는 보물 제918호(강태영 소장)와 동일한 판본이나 인출의 시기는 보물 지정본보다 다소 빠른 듯하다. 
인쇄는 선명하여 초인본인 듯하며, 지질은 고박한 저지이다. 부분적으로 결락이 있으나 보존상태는 양호하다.
본 ｢묘법연화경｣은 과문을 조목으로 나누어 나열하고 이를 본문에 연결하여 해석한 것으로 ｢법화경｣의 내용을 이해하는데 크게 도움이 되는 귀중한 자료이다.
고려시대에 목판으로 인쇄한 절첩 불경으로서 한국 불교사상의 발전과 천태종의 전파과정을 이해하고, 인쇄기술 및 서지학을 연구하는데 있어서 빼놓을 수 없는 매우 중요한 자료이며, 문화재적 가치가 크다.

## 참고 자료
- 묘법연화경 권2ㆍ4ㆍ5ㆍ6 - 국가유산청 국가유산포털